# The War at Home (film, 1996)
Pour les articles homonymes, voir The War at Home.
Pour plus de détails, voir Fiche technique et Distribution.
The War at Home est un film américain d'Emilio Estevez sorti en 1996.

## Synopsis
Jeremy Collier est un vétéran du Vietnam. De retour parmi les siens, il doit lutter pour oublier les atrocités qui le hantent nuit et jour. De plus, il doit faire face à d'incessantes disputes avec sa famille, qui lui reproche son comportement. Lors du repas de Thanksgiving, un terrible secret est révélé.

## Fiche technique
- Titre : The War at Home
- Réalisation : Emilio Estevez
- Scénario : James Duff
- Musique : Basil Poledouris
- Décors : Eve Cauley
- Costumes : Grania Preston
- Photographie : Peter Levy
- Montage : Craig Bassett
- Production : James Duff, Emilio Estevez, Brad Krevoy, Steven Stabler, Mickey McDermott (coprod.), Jonathan Brandstein (coprod.), Tracie Graham-Rice (déléguée), Jeffrey D. Ivers (associé), Peter Richards (associé)
- Société de distribution : Buena Vista Pictures
- Budget : 3 millions de dollars
- Format : Couleur • 2,35 : 1 • 35mm
- Langue originale : anglais
- Dates de sortie[1] : 
  - États-Unis : 20 novembre 1996
  - Royaume-Uni : 26 juin 1998

## Distribution
- Emilio Estevez (VF : William Coryn)  : Jeremy Collier
- Kathy Bates : Maurine Collier
- Martin Sheen : Bob Collier
- Kimberly Williams (VF : Barbara Delsol)  : Karen Collier
- Corin Nemec : Donald
- Ann Hearn : prof. Tracey
- Carla Gugino : Melissa
- Geoffrey Blake : David
- Renée Estevez : Brenda
- Paloma Estevez : la petite fille à la station de bus
- Lane Smith : oncle Howe (non crédité au générique)

## Bande originale
1. "Find the Cost of Freedom" interprété par Buffalo Springfield[2]
2. "Almost Cut My Hair" interprété par Crosby, Stills, Nash and Young
3. "Deja Vu" interprété par Crosby, Stills, Nash and Young
4. "We Gather Together" interprété par Kathy Bates
5. "The Old Rugged Cross" interprété par Kathy Bates
6. "When the Roll Is Called Up Yonder" interprété par Kathy Bates
7. "The Ballad of Palladin"  interprété par Martin Sheen
8. "Me and Bobby McGee" interprété par Jena Kraus
9. "Violin Concerto in A Minor Opus 3 No. 6" d'Antonio Vivaldi, interprété par Bradley C. Bolen
10. "Für Elise" de Ludwig van Beethoven, interprété par Emilio Estevez

## Autour du film
- Le film a été présenté au Festival international du film de Toronto le 6 septembre 1996 et au Festival du film d'Austin le 10 octobre 1996[1].
- La famille "Estévez-Sheen" est très présente dans le film : le réalisateur Emilio Estevez offre ici un rôle à son père Martin Sheen, à sa sœur Renée Estevez et à sa fille Paloma Estevez.
- Le film a été tourné au Texas, dans les villes de San Marcos et Austin[3].
- Pour financer et distribuer ce film, Emilio Estévez a du en contrepartie apparaître dans Les Petits Champions 3, produit par Walt Disney Pictures. Il était déjà apparu dans les deux premiers volets : Les Petits Champions et Les Petits Champions 2. Mais malgré cet accord, le budget alloué au film fut très petit et le film fut un échec cuisant. Emilio Estévez déclara avoir songé à quitter le métier après ce film.
- Emilio Estevez avait déjà « côtoyé » l'univers de la guerre du Viêt Nam en 1979 dans Apocalypse Now où il tenait le rôle d'un jeune messager, finalement coupé au montage.
- Emilio Estévez et Lane Smith ont joué ensemble dans Les Petits Champions sorti en 1992.